# 2013 en gymnastique
| Années de la gymnastique : 2010 - 2011 - 2012 - 2013 - 2014 - 2015 - 2016    |
| Décennies de la gymnastique : 1980 - 1990 - 2000 - 2010 - 2020 - 2030 - 2040 |

Les faits marquants de l'année 2013 en gymnastique

## Principaux rendez-vous
coupes du monde : Coupe du monde de gymnastique artistique 2013 - Coupe du monde de gymnastique rythmique 2013
- 23-24 mars : Championnats de France Elite 2013
- 17-21 avril : championnats d'Europe de gymnastique artistique 2013
- 31 mai - 2 juin : championnats d'Europe de gymnastique rythmique 2013
- 28 août - 1er septembre : 32es championnats du monde de gymnastique rythmique
- 30 septembre - 6 octobre : 44es championnats du monde de gymnastique artistique
- novembre : Championnats du monde de trampoline 2013